# Petr Alsaský
Petr Alsaský (francouzsky Pierre d'Alsace, † 1176 Issoudun) byl nejmladší syn flanderského hraběte Dětřicha a Sibyly, dcery Fulka z Anjou.
Původně byl určen církevní kariéře a stal se biskupem v Cambrai. Roku 1173 zemřel bez mužského dědice jeho bratr Matěj a tehdy Petr na nátlak druhého bratra Filipa, vládnoucího flanderského hraběte a rovněž bezdětného, opustil slibnou církevní kariéru a oženil se s Matyldou Burgundskou. Zemřel již roku 1176 za záhadných okolností a zanechal po sobě jednu dceru, Sibylu.